# Reconstruction
Reconstruction byla americká rocková skupina. Skupinu založili Jerry Garcia a John Kahn v roce 1978. Původně ve skupině hráli dva kytaristé, Garcia a Jerry Miller, který později odešel.